# Hisashi Kaneko
Hisashi Kaneko (金子 久, Kaneko Hisashi, né le 12 septembre 1959 à Saitama au Japon) est un footballeur japonais.